# Mutafukaz (film)
Pour plus de détails, voir Fiche technique et Distribution.
Mutafukaz est un film d'animation franco-japonais sorti en 2017, réalisé par Shōjirō Nishimi et Guillaume « Run » Renard et produit par Ankama Animations et le Studio 4°C.
Le film est adapté de la bande dessinée Mutafukaz de Guillaume « Run » Renard. Après une tournée internationale en festivals et de difficiles démarches pour trouver un distributeur, Mutafukaz sort en mai 2018 en France.

## Synopsis
À Dark Meat City, nauséabonde ville de la côte ouest des États-Unis, Angelino et Vinz survivent tant bien que mal dans un quotidien sordide. Par un coup du sort, Angelino va se retrouver impliqué dans une étrange histoire et attirer l'attention des hommes en noir.

## Fiche technique
Sauf indication contraire, les informations mentionnées dans cette section peuvent être confirmées par la base de données cinématographiques IMDb,  présente dans la section « Liens externes ».
- Titre : Mutafukaz
- Réalisation : Shōjirō Nishimi, Guillaume Renard
- Scénario : Guillaume Renard, adapté de Mutafukaz de Guillaume Renard[1]
- Dialogues additionnels: Boris Dolivet
- Musique : The Toxic Avenger[2], Guillaume Houzé[3]
  - Département du son : Pierre-Jean Beaudoin
  - Ingénieur du son : Alexandre Tanguy
- Direction artistique : Shōjirō Nishimi, Guillaume Renard[3]
  - Graphisme : Shōjirō Nishimi[3]
  - Storyboard : Shōjirō Nishimi, Michio Mihara[3]
  - Décors : Shinji Kimura[3]
- Animation : Teeichi Takiguchi[3]
- Montage : Ivy Buirette, Marie-Laure Vanglabeke[3]
- Production : Anthony Roux, Frédéric Puech
  - Directeur de post-production : Sébastien Blanchard
- Sociétés de production : Ankama Animations, Studio 4°C
- Sociétés de distribution : Tamasa Distribution[4] (France), Celluloïd Dreams (international)[5], Hengameh Panahi[3] (Japon)[6], Peppermint (Allemagne)[7], GKids (Allemagne)[8]
- Budget : 5 millions d'euros[9]
- Pays de production :  France,  Japon
- Langue : français
- Durée : 90 minutes[10],[11]
- Dates de sortie :
  - France : 13 juin 2017 (Festival international du film d'animation d'Annecy) ; 23 mai 2018 (sortie nationale)[4]
  - Japon : 30 octobre 2017 (Festival international du film de Tokyo)[12], 12 octobre 2018 (sortie nationale)[13]
  - Suisse romande : 7 juillet 2018 (Festival international du film fantastique de Neuchâtel 2018)
  - Québec : 12 octobre 2018[14]
- Film interdit aux moins de 12 ans lors de sa sortie en France

## Distribution
- Orelsan : Angelino
- Gringe : Vinz
- Kelly Marot : Luna
- Rédouanne Harjane : Willy
- Féodor Atkine : Mister K
- Julien Kramer : Bruce Macchabée et El Diablo
- Emmanuel Karsen : Randy Crocodile
- Gilbert Lévy : Professeur Fagor et le présentateur du journal
- Jérémie Covillault : Esperito
- Alain Dorval : Tigre
- Frantz Confiac : Popeye
- Edgar Givry : le président Gore W. Tex
- Fouzia Youssef : Sarah Kramer
- Pauline Moingeon Vallès : la mère d'Angelino
- François Berland : le père d'Angelino
- Guillaume « Run » Renard : le commentateur du catch, Mommie et Papy Reggaeton

Version française
- Studio de doublage : Dubbing Brothers
- Direction artistique : Julien Kramer et Fouzia Youssef (assistante)

## Musique
La bande originale de Mutafukaz est composée par Guillaume Houzé et The Toxic Avenger. Angel Miro Romero, Hector Luis Delgado, Mat Bastard et Carlos Milan Rosa participent également à sa création. Elle est commercialisée en un CD, qui sort le 18 mai 2018.

## Production et diffusion
La réflexion sur le scénario du film débute en 2007 et Mutafukaz est officiellement annoncé en 2011. Un premier teaser est diffusé le 22 juin 2015,,, et une année de sortie est donnée : 2017.
Il s'agit du second long-métrage d'Ankama Animations, après Dofus, livre 1 : Julith (d'Anthony Roux et Jean-Jacques Denis), en 2016 dans les salles, et du deuxième métrage sur l'univers de Mutafukaz, après le court Mutafukaz : Opération blackhead en 2002. Ce dernier est d'ailleurs diffusé au festival du film de Sundance, organisé à Park City et Salt Lake City aux États-Unis.
Après l'enregistrement des voix, terminé en novembre 2016, le mixage du son débute le 4 avril 2017, avec le musicien français The Toxic Avenger comme compositeur. Une fois la réalisation du film finie, l'affiche officielle, realisée par Fabrice Nzinzi, est présentée le 30 mai. Dans un extrait dévoilé tout début juin 2017, il est annoncé que les rappeurs Orelsan et Gringe incarnent les personnages principaux Angelino et Vinz,, accompagnés par le comédien Rédouanne Harjane. La bande-annonce officielle est dévoilée le 12 juin.
Le film, sans distributeur en France à sa sortie, est présent au festival international du film d'animation d'Annecy 2017, où il est diffusé en avant-première le 13 juin,. Il est également diffusé à l'édition 2017 de L'Étrange festival et à la Nuit de l'animation de Lille, au festival du film de Londres en octobre,, aux Utopiales de Nantes le mois suivant, puis à l'Akiba Pass début 2018, en Allemagne.
Dans une interview pour LesComics.fr, Run annonce qu'il est en discussion avec un distributeur français et que par conséquent une sortie en salles dans l'Hexagone ainsi qu'en DVD et en Blu-Ray sont prévues. Après un passage en festival en Allemagne, une sortie et également annoncée pour février 2018, qui sera suivie par une autre au Japon. Lors de l'annonce d'une future intégrale pour la série, début novembre 2017, Run déclare que la date de mars 2018 a été par plusieurs fois évoqué lors des discussions avec les distributeurs. Anthony Roux annonce en janvier 2018 sur son blog que le film sortira en mai. La date de sortie, le 23 mai 2018, est peu après officiellement annoncée.
Dans un but de promotion du long métrage, Ankama met en vente au début de 2018 une « pizza box » aux couleurs de Mutafukaz : elle contient divers produits dérivés : des vêtements, des ébauches du Studio 4 °C, des cartes postales, etc. Profitant d'un fort engouement de la part des amateurs de l'univers créé par Run, l'objet est en rupture de stock dès le premier jour.
En février 2018, Celluloïd Dreams, le distributeur à l'international, annonce avoir vendu le film à plusieurs distributeurs pour l'Allemagne, l'Australie, l'Autriche, l'Espagne, le Royaume-Uni, la Suisse et la Nouvelle-Zélande.
Fin juillet 2018, il est annoncé que le distributeur américain GKids acquiert les droits de Mutafukaz pour son pays. Il sort aux États-Unis dans une version anglophone et sous le titre MFKZ le 11 octobre. Sa distribution américaine est dévoilée au cours du mois de septembre, de même pour la bande-annonce japonaise. Au Royaume-Uni, Mutafukaz est distribué en salles à partir du 5 octobre par la société National Amusements UK, au Canada le 10 octobre, en Irlande le 11 octobre, au Japon et au Québec le 12 octobre puis le 25 octobre en Allemagne,.
La version française de Mutafukaz sort en DVD et Blu-ray le 20 février 2019, avec le doublage américain disponible en supplément dans l'édition Blu-ray. Une édition spéciale pour la Fnac contient des making-of et un digibook d'illustrations inédites. Une « Cereal box » est aussi mise en vente, avec plusieurs accessoires dérivés du film.
À la télévision, il a été diffusé en prime-time sur la chaîne Culturebox le 27 janvier 2022.

## Accueil

### Accueil critique
En France, l'accueil est plutôt mitigé, le site Allociné recense une moyenne des critiques presse de 3,2/5. Aux États-Unis les critiques sont essentiellement mauvaises, le site Rotten Tomatoes soumet un score de 39 % pour un total de dix-huit critiques répertoriées.
Après la sortie du film à Annecy, Guillemette Odicino de Télérama donne un avis positif sur ce « film de genre ultra contemporain », qui est une « jonction parfaite du comics et du manga, de la culture hip-hop et de la SF vintage » : « En dehors d'Invasion Los Angeles de John Carpenter, la référence majeure du film, le scénario regorge de clins d’œil plus discrets qui régaleront les cinéphiles, les geeks, ou les deux. Et Shōjirō Nishimi a parfaitement adapté sa réalisation au style de Run, avec juste un peu plus de couleur, et sans trahir le moindre palmier déplumé sur le boulevard. » Elle rajoute que l'œuvre, « difficile à mettre dans une case », « semble décontenancer ».
Pour Little Big Animation, c'est au manga Amer Béton de Taiyō Matsumoto que la décoration du film est comparée (« Le travail des décorateurs est incroyable par leur sens du détail et de l'atmosphère. »). La critique ajoute également que « les influences pop culturelles foisonnent aussi de toutes parts », que cela donne « un aspect fun non négligeable, mais détourne aussi facilement l'attention de la trame narrative principale ». Le doublage est dit comme une « surprise », et l'animation « envoie du très lourd aussi dans les scènes d'action mais aussi dans les moments en huis-clos ». Le film laisse cependant un « sentiment de frustration », par la faute d'un « scénario trop classique ».
Sur 20 minutes, le long-métrage est qualifié de « brillant et inventif ».
En revanche, François Forestier du Nouvel observateur trouve le film « laid et bêtement gore ».

### Box office
Le premier jour de son exploitation en salles en France, le 23 mai 2018, Mutafukaz est distribué dans soixante salles et attire 3 820 spectateurs. Le film est classé quatrième au box-office français de la journée. Lors de ses premières séances à Paris, il est visionné par 156 personnes réparties dans quatre salles. Durant sa première semaine en France, le film d'animation rapporte 111 764 dollars pour 20 345 entrées (dont 5 508 à Paris). Il se classe dix-huitième sur trente-quatre. Sur sa deuxième semaine, Mutafukaz récolte 78 600 dollars (USD) dans 68 salles, et se classe vingt-deuxième. Au total, Mutafukaz a réuni 35 838 entrées en France pour 232 301 USD.
Aux États-Unis, le film engrange 229 423 USD sur cinq semaines, du 11 octobre au 7 novembre 2018. Il est diffusé dans 436 salles durant les deux premières, puis dans une seule de la troisième à la cinquième. L'exploitation est centrée sur les journées du 11 et du 16 octobre 2018, où Mutafukaz récolte 101 614 puis 111 673 USD. En Allemagne, le film fait 1 530 entrées.
| Pays       | Box-office    | Classement de l'année |
| ---------- | ------------- | --------------------- |
| Monde      | 461 724 USD   |                       |
| France     | 232 301 USD   | 289e                  |
| États-Unis | 229 423 USD   | 379e                  |
| Allemagne  | 1 530 entrées |                       |

## Distinctions

### Récompenses et nominations
- Festival international du film fantastique de Gérardmer 2018 : prix de la meilleure musique originale et prix du jury jeune[66] ;
- Festival international du film de Valladolid 2018 : meilleur long-métrage[47].
- Annie Awards 2019 : nommé dans la catégorie du meilleur film d'animation indépendant[67] ;
- Prix Lumières 2019 : nommé dans la catégorie du meilleur film d'animation[68].

### Sélections
- L'Étrange Festival 2017 : film de clôture ;
- Paris International Fantastic Film Festival 2017 : hors compétition ;
- Festival international du film d'animation d'Annecy 2017 : en avant-première ;
- Utopiales 2017 ;
- 91e cérémonie des Oscars, meilleur film d'animation (2018) : en sélection[69] uniquement[70].